# Powiat Darmstadt-Dieburg
Powiat Darmstadt-Dieburg (niem. Landkreis Darmstadt-Dieburg) – powiat w niemieckim kraju związkowym Hesja, w rejencji Darmstadt. Siedzibą powiatu jest miasto Darmstadt.

## Podział administracyjny
Powiat Darmstadt-Dieburg składa się z:
- 9 miast
- 14 gmin

Miasta:
| Lp. | Nazwa miasta  | Ludność (30.06.2013) | Powierzchnia km² |
| --- | ------------- | -------------------- | ---------------- |
| 1   | Babenhausen   | 15646                | 66,87            |
| 2   | Dieburg       | 14790                | 23,11            |
| 3   | Griesheim     | 26088                | 21,41            |
| 4   | Groß-Bieberau | 4605                 | 18,27            |
| 5   | Groß-Umstadt  | 20756                | 86,84            |
| 6   | Ober-Ramstadt | 14679                | 41,88            |
| 7   | Pfungstadt    | 23859                | 42,53            |
| 8   | Reinheim      | 16242                | 27,70            |
| 9   | Weiterstadt   | 24164                | 34,40            |

Gminy:
| Lp. | Nazwa gminy       | Ludność (30.06.2013) | Powierzchnia km² |
| --- | ----------------- | -------------------- | ---------------- |
| 1   | Alsbach-Hähnlein  | 9146                 | 15,78            |
| 2   | Bickenbach        | 5596                 | 9,26             |
| 3   | Eppertshausen     | 6054                 | 13,11            |
| 4   | Erzhausen         | 7641                 | 7,40             |
| 5   | Fischbachtal      | 2600                 | 13,27            |
| 6   | Groß-Zimmern      | 13735                | 21,26            |
| 7   | Messel            | 3773                 | 14,82            |
| 8   | Modautal          | 4989                 | 31,79            |
| 9   | Mühltal           | 13306                | 25,34            |
| 10  | Münster           | 14025                | 20,74            |
| 11  | Otzberg           | 6286                 | 41,95            |
| 12  | Roßdorf           | 11980                | 20,60            |
| 13  | Schaafheim        | 9132                 | 32,16            |
| 14  | Seeheim-Jugenheim | 15773                | 28,00            |